# Steve Cantamessa
Steve Cantamessa é um sonoplasta estadunidense. Venceu o Oscar de melhor mixagem de som na edição de 2005 por Ray, ao lado de Scott Millan, Greg Orloff e Bob Beemer.